# Église Saint-Laurent de Sainte-Colombe-sur-Seine
L'église Saint-Laurent est une église catholique située à Sainte-Colombe-sur-Seine en Côte-d'Or dont la construction remonte au XIXe siècle.

## Localisation
L’église Saint-Laurent est située au sud du chef-lieu.

## Histoire
Alors que l'extension de la cité ouvrière de la nouvelle forge Marmont porte les effectifs du village de 300 à 1 500 habitants en un demi-siècle, l'église est construite en 1839 à l'emplacement d'une autre plus ancienne devenue insuffisante dont elle conserve la statuaire et le mobilier.

## Architecture et description
L'église Saint-Laurent est une église néo-romane de plan basilical à chœur aveugle en cul-de-four, deux autels latéraux et trois travées à plafond plat soutenues par des piliers carrés. L'orgue repose sur une tribune à piliers métalliques qui surplombe l'entrée. Précédé d'un vestibule où débouche l'escalier menant à la tribune et au clocher, l'intérieur de l'église récemment rénovée dégage les murs en pierres apparentes.

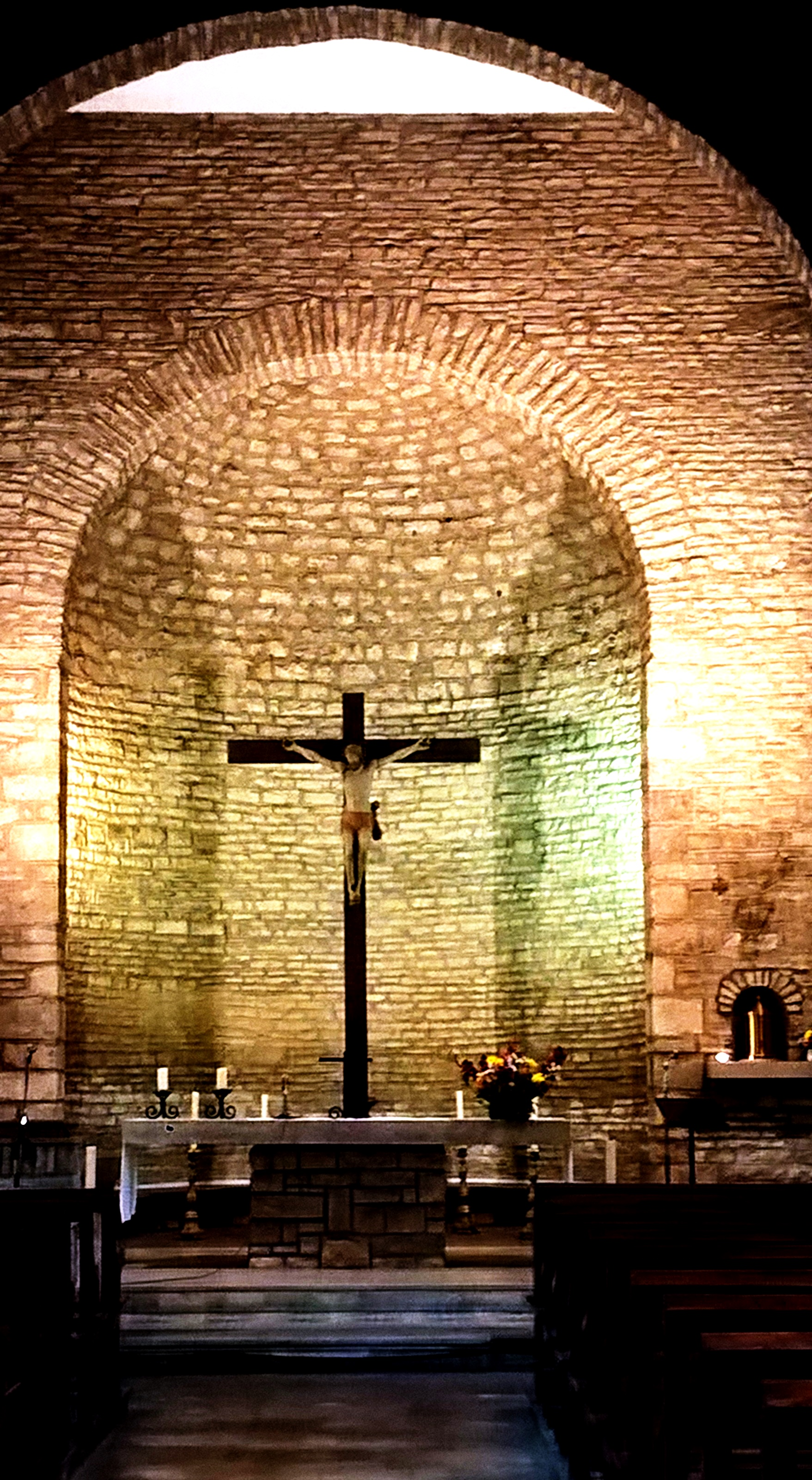
Le sanctuaire et le christ du XVIe siècle
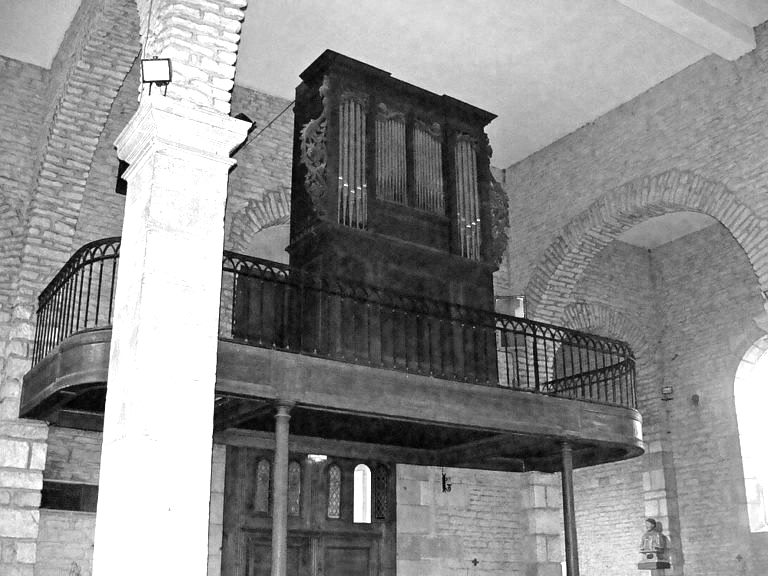
La tribune et l'orgue
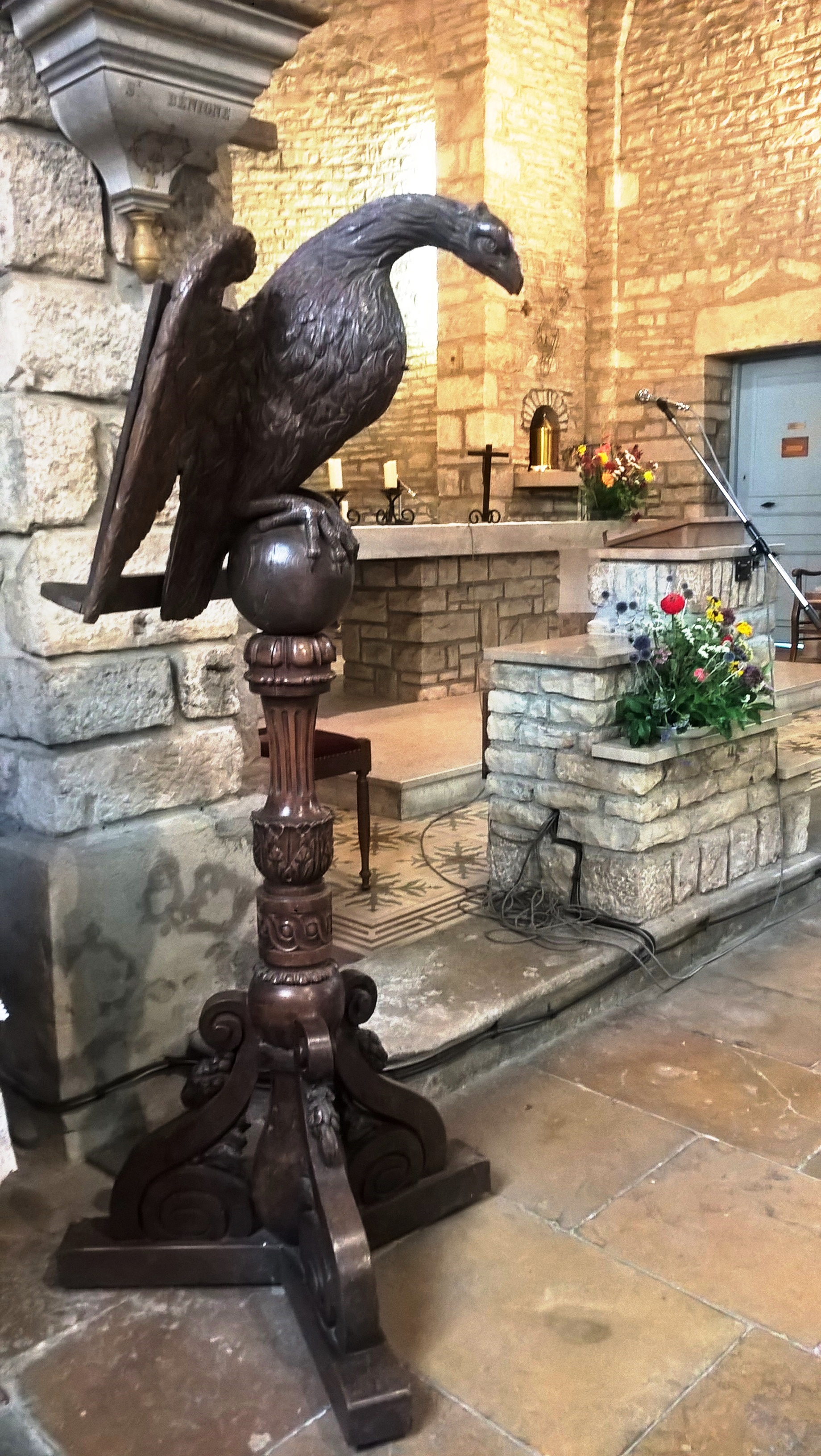
Le lutrin

De l'extérieur, on accède au porche dorique surmonté d'un clocher carré sans flèche par un escalier jadis unique et monumental réduit à deux volées par le réaménagement de l'environnement. Le bâtiment est couvert d'un toit à longs pans composé de tuiles mécaniques et d'ardoises. À proximité immédiate, le presbytère intègre une tour ronde, vestige des anciennes fortifications du village.

## Mobilier
Une partie du mobilier et de la statuaire inscrits à l'IGPC sont antérieurs à la construction et remontent aux XVIe siècle et XVIIe siècle dont : 
- un christ monumental du XVIe siècle  en bois polychrome[4] ;
- un crucifix d'autel en ivoire du XVIIe siècle[5] ;
- 3 bustes-reliquaires en bois polychrome du XVIIe siècle : saint Laurent[6] et deux diacres[7] ;
- 3 tableaux du XVIIe siècle : saint Laurent[8], Danse de Salomé[9], Crucifixion[10].

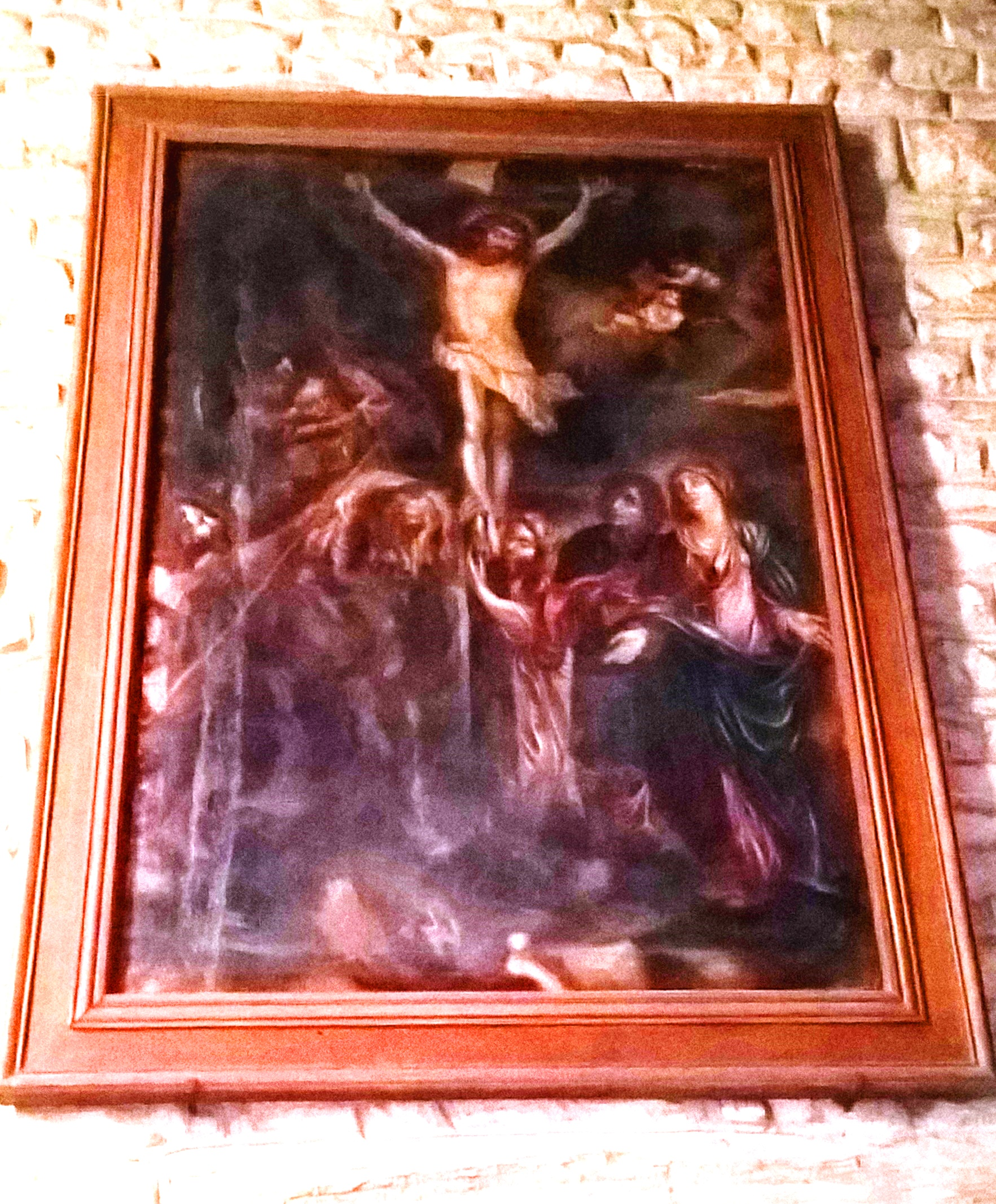
La Crucifixion
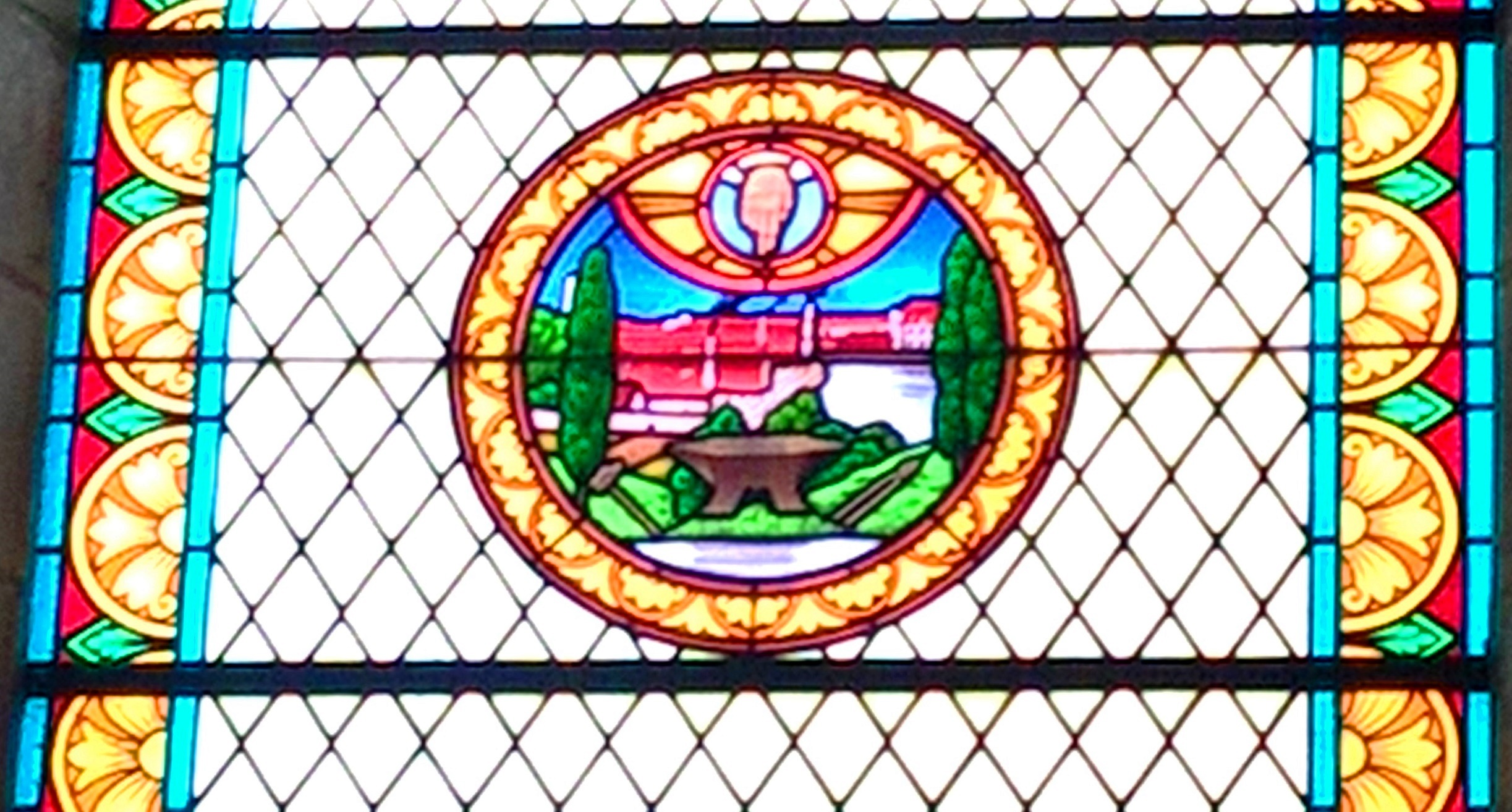
La forge Marmont et son bief
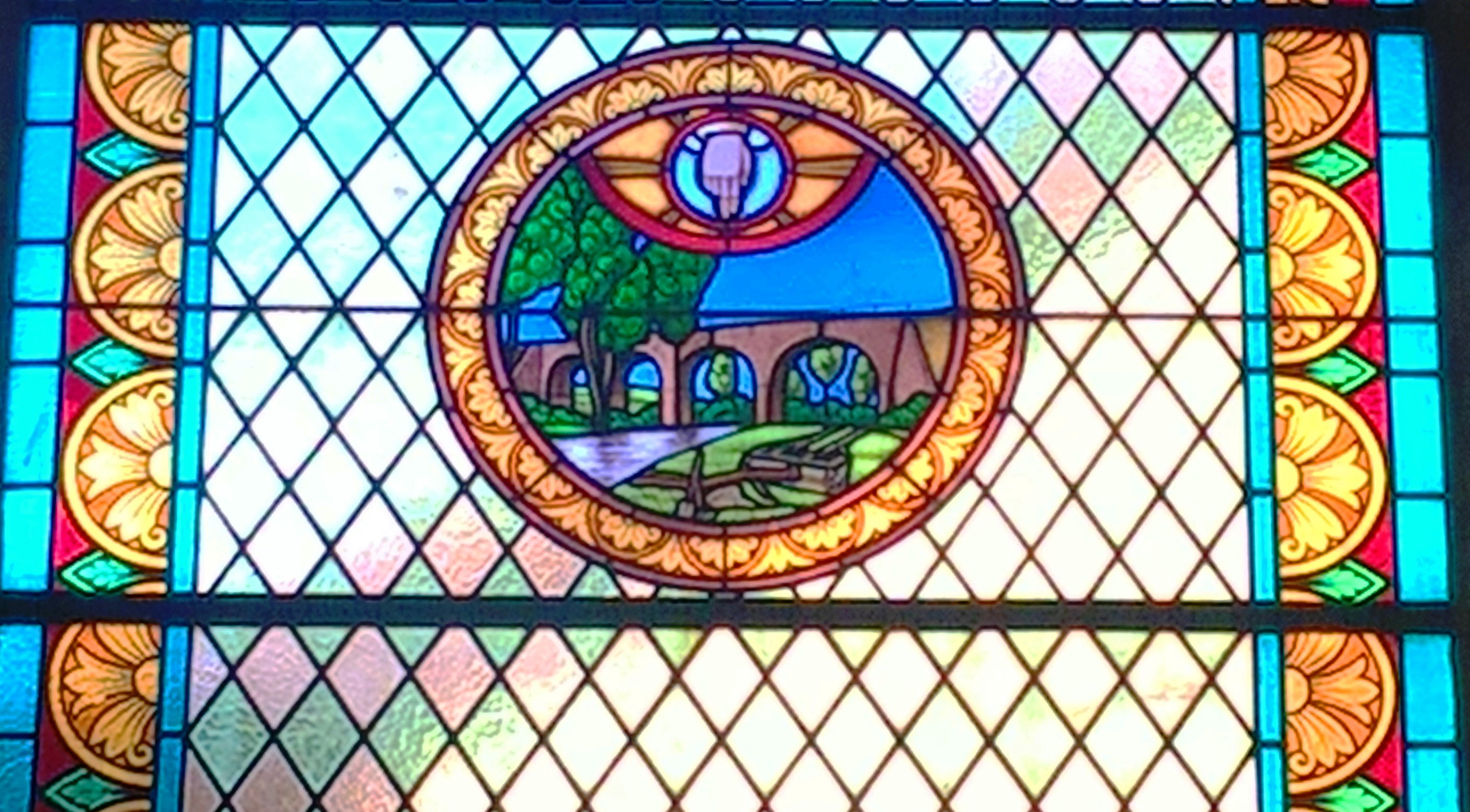
Le viaduc
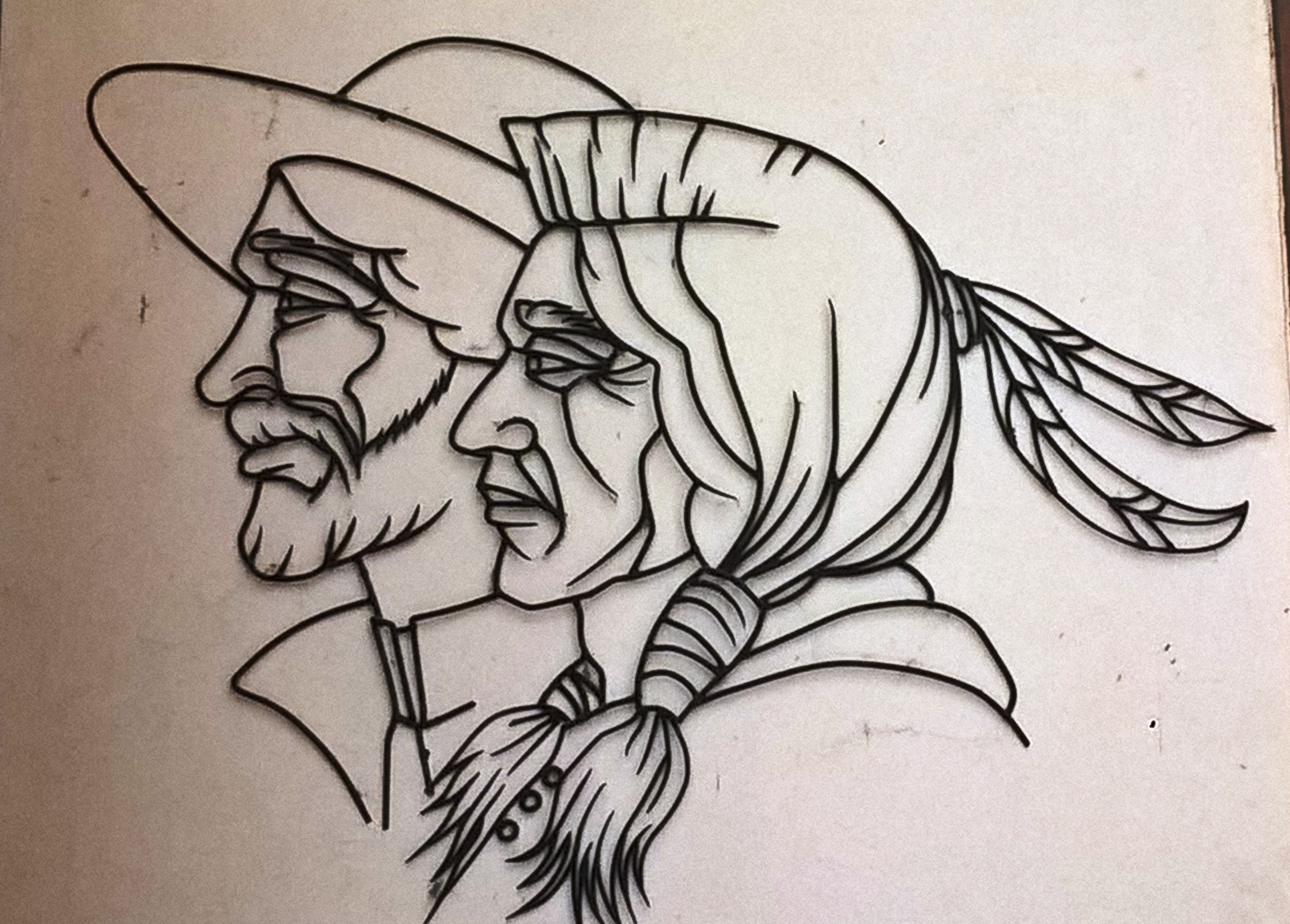
Une des œuvres  en fer forgé : le père Chaumonot et un huron

Le lutrin sculpté en forme d’aigle et le bénitier sont du XVIIIe siècle. L'église se distingue aussi par ses vitraux modernes consacrés aux sites locaux et ses œuvres en fer forgé dont son chemin de croix qui a servi de modèle pour une grande cathédrale africaine[Laquelle ?].